# Percy Hobson
Percy Hobson (* 5. November 1942; † 4. Januar 2022) war ein australischer Hochspringer.
1962 siegte er bei den British Empire and Commonwealth Games in Perth mit seiner persönlichen Bestleistung von 2,11 m. Es war das erste Mal, dass ein australischer Ureinwohner bei den Commonwealth Games siegte.
Ebenfalls 1962 wurde er Australischer Meister.